# Церцестис
Церцестис (лат. Cercestis) — род многолетних лазящих травянистых растений семейства Ароидные (Araceae).

## Ботаническое описание
Лазящие травы, от маленьких до крепких, с млечными соком.
Стебель длинный, производящий шнуровидные побеги с длинными междоузлиями, покрытые лишь  катафиллами, и более толстые цветоносные побеги с несколькими листьями и короткими междоузлиями.

### Листья
Листьев множество. Коленце верхушечное, иногда незаметное. Влагалища от коротких до длинных. Листовая пластинка от продолговато-ланцетовидной или продолговатой до сердцевидной, стреловидной или копьевидной, или трёхдольная с заострёнными долями, иногда перистораздельная с дырками, сливающимися с краем, формирующими ромбовидные или обратнотреугольные (церцестис камерунский (Cercestis camerunensis), Cercestis mirabilis) лопасти. Млечные желёзки прозрачные, линейные или точечные. Первичные боковые жилки перистые, соединяются в общую краевую жилку; жилки более высокого порядка создают сетчатый узор.

### Соцветия и цветки
Соцветие обычно в числе 1—4 (до 16 у церцестиса камерунского (Cercestis camerunensis)) в каждом симпоидальном ветвлении. Цветоножка короче черешков. Покрывало вертикальное, толстое, от лодковидного до полуцилиндрического, в основании свёрнутое в трубку, на вершине раскрытое в период цветения, не сжатое, от постоянного до опадающего.
Початок сидячий, короче покрывала; женская зона короче мужской и смежная с ней.
Цветки однополые, околоцветник отсутствует. Мужские цветки:синандрии из 2—4 тычинок; тычинки призматические, немного суженные в основании, обычно короткие и относительно широкие, иногда довольно длинные и узкие (церцестис камерунский (Cercestis camerunensis), Cercestis mirabilis); нити очень короткие; связник широкий; теки от короткопродолговатых до линейных, вскрывающиеся маленьким верхушечным разрезом. Пыльца от эллипсоидной до продолговатой или от сферической до полусферической, среднего размера (около 40 мкм). Женский цветок: завязь обратнояйцевидная, одногнёздная; семяпочка одна, от полуанатропной до анатропной; фуникул очень короткий; плацента от париетальной до полубазальной; рыльце от сидячего до полусидячего, часто довольно широкое, дискообразное, часто несколько вогнутое в центре; лопасти от целых до рассечённых на вершине.

### Плоды
Соплодие от эллипсоидного до продолговатого. Плоды — ягоды, от яйцевидных до полушаровидных или эллипсоидных, красные; перикарпий толстый.
Семена от яйцевидных до эллипсоидных; теста гладкая, тонкая; зародыш большой; внешний слой зелёный; эндосперм отсутствует.

## Распространение
Встречаются в Африке: Бенин, Гамбия, Гана, Гвинея-Бисау, Гвинея, Либерия, Кот-д'Ивуар, Нигерия, Сенегал, Сьерра-Леоне, Того, ЦАР, Камерун, Конго, Габон, Заир, Уганда, Ангола.
Растут во тропических влажных лесах; полуэпифиты или наземные растения.

## Классификация

### Виды
В роду девять видов:
- Cercestis afzelii Schott typus — Церцестис Афцелиуса
- Cercestis camerunensis (Ntépé-Nyamè) Bogner — Церцестис камерунский
- Cercestis congoensis Engl. — Церцестис конголезский
- Cercestis dinklagei Engl.
- Cercestis ivorensis A.Chev. — Церцестис ивуарский
- Cercestis kamerunianus (Engl.) N.E.Br.
- Cercestis mirabilis (N.E.Br.) Bogner
- Cercestis sagittatus Engl.
- Cercestis taiensis Bogner & Knecht